# Parafia Świętego Ojca Pio w Kalonce
Parafia Świętego Ojca Pio w Kalonce – rzymskokatolicka parafia należąca do dekanatu brzezińskiego archidiecezji łódzkiej.
Parafia erygowana przez arcybiskupa Władysława Ziółka poprzez wydzielenie części obszaru parafii Wniebowzięcia NMP w Starych Skoszewach i jednej wsi (Dobieszków) z par. św. Jana Chrzciciela w Dobrej.
Jeszcze przed powstaniem parafii budynek usytuowany przy pętli autobusowej zaadaptowano do sprawowania nabożeństw, by mogły odbywać się w nim niedzielne msze. Opiekę nad tą filią sprawował ówczesny proboszcz parafii w Skoszewach – ks. Czesław Zbiciak.
Niedługo po założeniu parafii proboszcz zaczął czynić starania o powstanie parafialnego centrum św. Ojca Pio, na który składać się mają: kościół, plebania i cmentarz. Prócz tego przewidziano miejsce do celebracji nabożeństw w okresie letnim, drogę krzyżową – golgotę, tereny zielone – ogrody medytacji, boiska sportowe i parking. Cała założenie zrealizowane ma zostać na malowniczym terenie, w otoczeniu lasu. Obecnie istnieje już jeden budynek parafialny z tymczasową kaplicą. Poprzednia kaplica, oddalona o kilkaset metrów od centrum św. Ojca Pio, stała się siedzibą parafialnego klubu sportowego.
Radni gminy Nowosolna uchwałą z dnia 28 kwietnia 2009 działce stanowiącej własność parafii św. Ojca Pio nadali nazwę "Plac Jana Pawła II".

## Miejscowości należące do parafii
Borchówka, Borki, Bukowiec, Dąbrowa, Dąbrówka, Dobieszków, Grabina, Kalonka, Kopanka, Niecki, Wódka.